# Эмме, Алексей Фёдорович
Алексей Фёдорович Эмме (1775—1849) — генерал-лейтенант, комендант Бендерской крепости.

## Биография
Происходил из дворян Лифляндской губернии, родился в 1775 году. Сын  Фёдора Фёдоровича Эмме (1746—?) — подполковника, служившего в Псковском, затем — в Тобольском пехотных полках.
На военную службу поступил фурьером 1 января 1793 года в лейб-гвардии Измайловский полк.
Уволенный в отставку по домашним обстоятельствам в январе 1794 года, Эмме уже в марте вернулся в строй и перевёлся в Тобольский пехотный полк, а в мае под командой генерал-майора Обрезкова участвовал в усмирении восставших поляков и литовцев под Жегерами и Шрупденом.
В 1799 году он участвовал в высадке русских войск, посланных в Голландию под начальством генерала от инфантерии Германа, а в начале сентября был в сражениях при Петене и Бергене, где был ранен. В мае 1800 года он был пожалован в штабс-капитаны, а в декабре 1804 года произведён в капитаны.
В кампании 1806—1807 годов в Восточной Пруссии Эмме был в сражениях под Пултуском, Ландсбергом, Прейсиш-Эйлау, Данцигом и при высадке русских войск около Мемеля, где находился до заключения Тильзитского мира. В 1808 году произведён в майоры.
В Отечественную войну 1812 года, занимая должность дежурного штаб-офицера у командующего войсками генерал-лейтенанта Левиза, он сражался при мызе Экау, был в ночной экспедиции при мызах Бебербеке, Калидени и Вольгонте, при Дален-Кирке и при занятии городов Мемеля и Тильзита. В кампании 1813 года он находился в делах под Данцигом, при осаде, блокаде и занятии крепости, и за оказанное отличие получил Высочайшее благоволение, орден св. Анны 2-й степени и прусский орден «Pour le Mérite», золотую шпагу с надписью «За храбрость» (21 августа 1813 года) и чины подполковника (в 1813 году) и полковника (в 1814 году).
Переведённый в марте 1814 года, по представлению герцога Александра Вюртембергского, у которого он состоял дежурным штаб-офицером, в Таврический гренадерский полк, Эмме 11 декабря 1817 года был назначен командиром Московского гренадерского полка, а 30 августа 1823 года произведён в генерал-майоры.
В январе 1825 года он был назначен бригадным командиром 2-й бригады 2-й гренадерской дивизии, а в марте 1831 года — комендантом крепости Бендеры. Ожидая приказа об отправлении к новой должности, Эмме вследствие болезни находился в дивизионной квартире 2-й гренадерской поселенной дивизии в Старой Руссе. Это было в то время, когда, доведенные жестоким обращением до мятежа, военные поселенцы зверски убили генерала Леонтьева, присланного для их усмирения, и, ворвавшись в дом, где находился Эмме, выбросили его из окон второго этажа, после чего избили кольями, проломив голову в пяти местах, и переломили бедро. Эти тяжкие увечья принудили Эмме остаться в Старой Руссе для лечения, и, только едва оправившись, в начале октября он мог выехать к месту своего нового назначения.
В 1845 году Эмме был произведён в генерал-лейтенанты. Среди прочих наград, он имел ордена св. Станислава 1-й ст. и св. Георгия 4-й степени, пожалованный ему 26 ноября 1816 года за беспорочную выслугу 25 лет в офицерских чинах (№ 3174 по кавалерскому списку Григоровича — Степанова).
Скончался Эмме 26 сентября 1849 года.